# Мари Прево
Мари́ Прево́ (англ. Marie Prevost), настоящее имя — Мэ́ри Би́кфорд Данн (англ. Mary Bickford Dunn; 8 ноября 1896, Сарния, Онтарио — 21 января 1937 или 23 января 1937, Голливуд, Калифорния) — канадо-американская актриса

.

## Биография
Мэри Бикфорд Данн родилась 8 ноября 1896 года в Сарнии, провинция Онтарио, Канада. Её младшая сестра, Пегги Прево (1904—1965), также была актрисой. Семейство будущей актрисы эмигрировало в США из Канады, сначала они жили в Денвере, штат Колорадо, а после перебрались в Лос-Анджелес, штат Калифорния. Во время работы секретарём, Мэри подала заявление в голливудское актёрское агентство Мака Сеннета, чтобы начать карьеру актрисы.

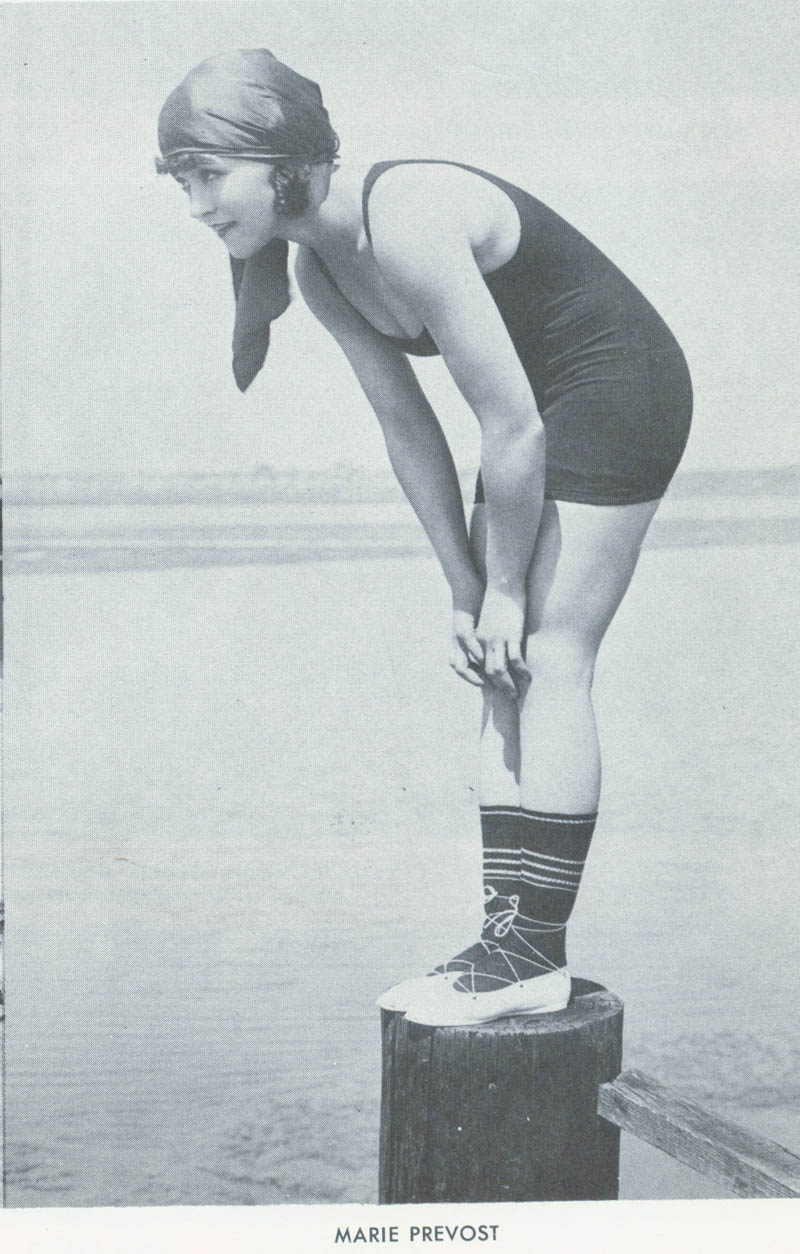
Прево в 1917 году

Сниматься в кино начала в 1915 году, взяв псевдоним Мари Прево. В свой первый год работы она появилась в двух фильмах — «Те горькие сладости» и «Следы его отца». 1936 год стал последним годом её актёрской карьеры, в этом году она снялась в таких фильмах как «Танго», «Тринадцать часов полёта», «Бенгальский тигр», «Кейн и Мейбл» и «Десять кругов до финиша». За 21 год актёрской карьеры она сыграла 120 ролей в немом и звуковом кино.
На пике своей популярности актриса дважды побывала замужем: с 1918 по 1924 год она была замужем за Сонни Герке, а с 1924 по 1927 год — за Кеннетом Харланом. Детей у Прево не было.
В конце 1920-х годов Прево, опустошённая личными проблемами (смерть родителей и второй развод), пристрастилась к алкоголю. Некоторое время, пытаясь бороться с постоянными депрессиями, она целиком и полностью отдавала себя работе, но это не помогало и она начала злоупотреблять алкоголем ещё больше. К 1934 году, спившаяся актриса была практически лишена работы, что в итоге привело её к банкротству. На момент смерти имущество Прево оценивалось всего в $300.
40-летняя Прево скончалась 21 января 1937 года от сердечной недостаточности, спровоцированной годами алкоголизма и недоедания. Тело актрисы было обнаружено спустя два дня после смерти, после того как соседи пожаловались на непрекращающийся лай собаки, доносящийся из её квартиры. Женщина была найдена лежащей лицом вниз на своей кровати, а на её ногах были обнаружены крошечные укусы. Как выяснилось позже, укусы принадлежали собаке Прево, таксе Макси, которая пыталась разбудить уже мёртвую хозяйку.
Прево была похоронена на кладбище «Hollywood Forever». Похороны были оплачены её давней знакомой и бывшей коллегой, актрисой Джоан Кроуфорд. На похоронах присутствовали такие знаменитости как Кларк Гейбл, Уоллес Бири, Барбара Стэнвик и другие.
За свой вклад в киноиндустрию Прево была удостоена звезды Голливудской «Аллеи славы» на голливудском бульваре 6207.

## Избранная фильмография

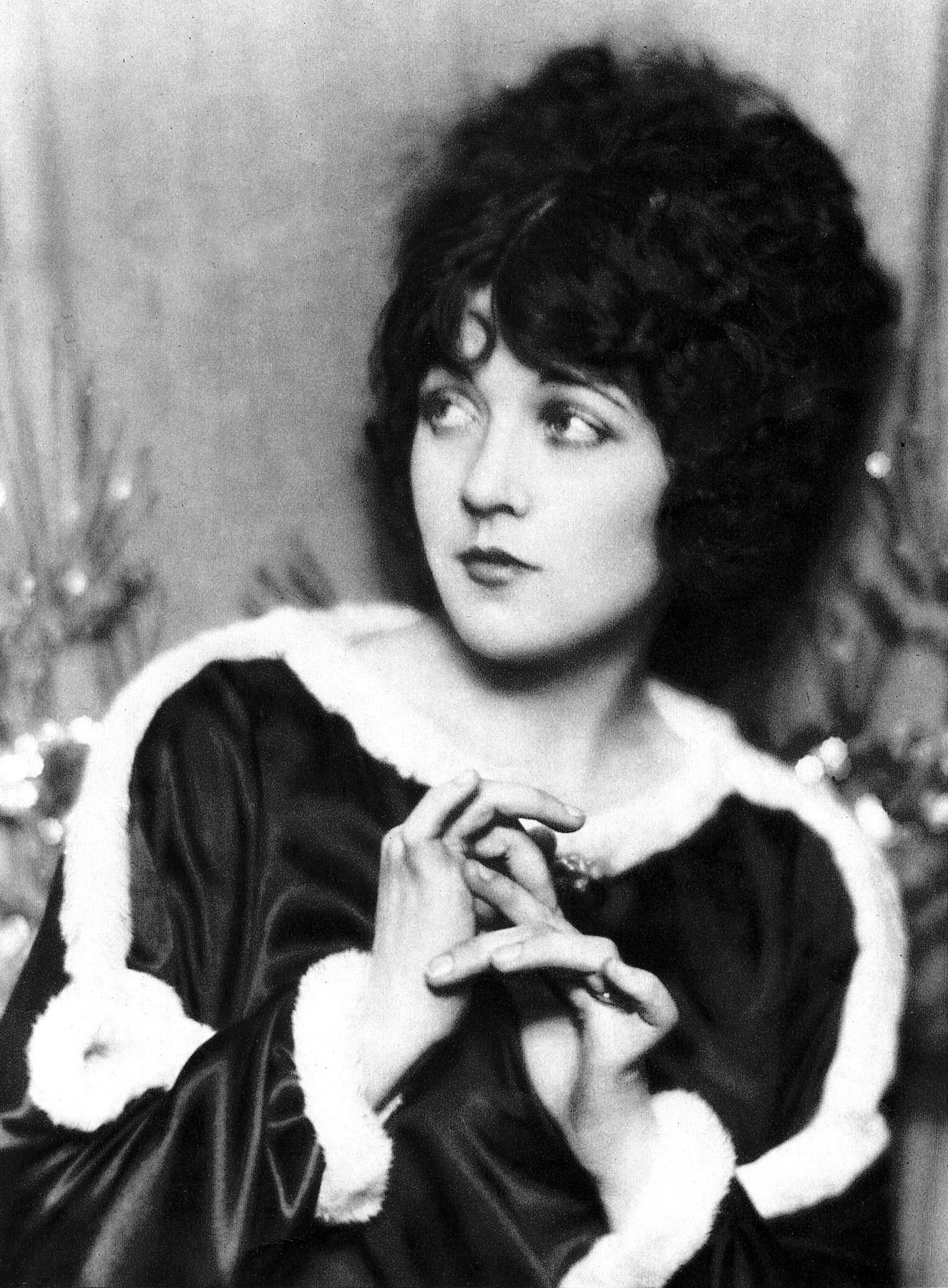
Прево в 1924 году

| Год  |   | Русское название        | Оригинальное название      | Роль                     |
| ---- | - | ----------------------- | -------------------------- | ------------------------ |
| 1915 | ф | Те горькие сладости     | Those Bitter Sweets        | имя персонажа неизвестно |
| 1915 | ф | Следы его отца          | His Father's Footsteps     | имя персонажа неизвестно |
| 1924 | ф | Дочери удовольствий     | Daughters of Pleasure      | Марджори Хадли           |
| 1925 | ф | Целуй меня снова        | Kiss Me Again              | Лулу Флери               |
| 1928 | ф | Рэкет                   | The Racket                 | Хелен Хейс               |
| 1929 | ф | Безбожница              | The Godless Girl           | Маме                     |
| 1930 | ф | Дамы для досуга         | Ladies of Leisure          | Дот Ламар                |
| 1931 | ф | Грех Маделон Клодет     | The Sin of Madelon Claudet | Розали Лебо              |
| 1936 | ф | Танго                   | Tango                      | Бетти Барлоу             |
| 1936 | ф | Тринадцать часов полёта | Thirteen Hours by Air      | официантка               |
| 1936 | ф | Бенгальский тигр        | Bengal Tiger               | девушка                  |
| 1936 | ф | Кейн и Мейбл            | Cain and Mabel             | регистратор              |
| 1936 | ф | Десять кругов до финиша | Ten Laps to Go             | Элзи                     |